# Rassoul Ndiaye
Rassoul Ndiaye (Besanzón, Francia, 11 de diciembre de 2001) es un futbolista senegalés que juega como centrocampista en el Le Havre A. C. de la Ligue 1.

## Trayectoria
Es canterano del F. C. Sochaux-Montbéliard, con el que firmó su primer contrato profesional el 20 de marzo de 2019. El 13 de agosto de 2019 debutó como profesional en una derrota por 2-1 en la Copa de la Liga de Francia ante el Paris F. C.

## Selección nacional
Nacido en Francia, es de ascendencia senegalesa. Fue convocado para representar a Senegal sub-23 para un conjunto de partidos de la Copa de Naciones Sub-23 de África 2023.

## Estadísticas

### Clubes
Actualizado al último partido disputado el 22 de octubre de 2022.
| Club                                 | Div.          | Temporada     | Liga  | Liga  | Copas nacionales | Copas nacionales | Copas internacionales | Copas internacionales | Total | Total |
| Club                                 | Div.          | Temporada     | Part. | Goles | Part.            | Goles            | Part.                 | Goles                 | Part. | Goles |
| ------------------------------------ | ------------- | ------------- | ----- | ----- | ---------------- | ---------------- | --------------------- | --------------------- | ----- | ----- |
| F. C. Sochaux-Montbéliard II Francia | 5.ª           | 2018-19       | 10    | 1     | —                | —                | —                     | —                     | 10    | 1     |
| F. C. Sochaux-Montbéliard II Francia | 5.ª           | 2019-20       | 12    | 3     | —                | —                | —                     | —                     | 12    | 3     |
| F. C. Sochaux-Montbéliard II Francia | Total club    | Total club    | 22    | 4     | 0                | 0                | 0                     | 0                     | 22    | 4     |
| F. C. Sochaux-Montbéliard Francia    | 2.ª           | 2019-20       | 1     | 0     | 2                | 0                | —                     | —                     | 3     | 0     |
| F. C. Sochaux-Montbéliard Francia    | 2.ª           | 2020-21       | 25    | 0     | 2                | 0                | —                     | —                     | 27    | 0     |
| F. C. Sochaux-Montbéliard Francia    | 2.ª           | 2021-22       | 37    | 5     | 3                | 0                | —                     | —                     | 40    | 5     |
| F. C. Sochaux-Montbéliard Francia    | 2.ª           | 2022-23       | 12    | 0     | 0                | 0                | —                     | —                     | 12    | 0     |
| F. C. Sochaux-Montbéliard Francia    | Total club    | Total club    | 75    | 5     | 7                | 0                | 0                     | 0                     | 82    | 5     |
| Total carrera                        | Total carrera | Total carrera | 97    | 9     | 7                | 0                | 0                     | 0                     | 104   | 9     |